# Carl "Charlie" Wahren (1933–2024)
Carl Edward Tore "Charlie" Wahren, född 28 april 1933 i Norrköping och död 13 april 2024 i Täby, var en svensk  ämbetsman och debattör. Hans yrkesverksamma liv omfattade internationellt arbete i befolkningsfrågor, främst familjeplanering och befolkningspolicy i utvecklingsländer, samt bistånd och konsultation. Han arbetade mellan 1962 och 1997 inom bland annat Sida, FN, IPPF och OECD. 

## Biografi

### Bakgrund
Carl Wahren var son till Brita Wahren (1908–1998) och Tore Wahren (1904–1964); hans farfar var Carl Wahren (1866–1941). Han var gift två gånger, med Catarina Von Malmborg Wahren (född 1934) i första äktenskapet, och med Maritta Wahren (1939–2021) i andra äktenskapet. Carl Wahren fick två döttrar, Anna Wahren och Filippa Wahren Ekström, från första äktenskapet.   
Wahren beskrev sitt händelserika liv i självbiografin Loggbok från Aniara. Skisser till ett tidsdokument. Den handlar om ungdomsåren och tiden fram till cirka 1962 och bara perifert om hans yrkesverksamma liv.   

### Utbildning och tidiga upplevelser
Carl Wahren studerade vid Uppsala Universitet från 1951 och tog filosofie kandidatexamen i statsvetenskap, sociologi och praktisk filosofi 1955. Därtill läste han kurser i juridik och journalistik. Därefter genomförde han värnplikt på Luftvärnet (Lv6) i Linköping. Sedan följde ett halvårs vistelse i Paris, med bland annat studier i europeisk politik på Collège Europeén des Sciences Sociales et Economiques.
Åter i Uppsala kompletterades utbildningen med högre betyg i sociologi och en kurs i nationalekonomi, vid sidan av arbete som generalsekreterare för Sveriges Liberala Studentförening och musik- och spelnings-engagemang som löpte som en livsnerv bland hans andra sysselsättningar. Sommaren 1957 spenderade Wahren på en kibbutz i Israel, under delvis dramatiska omständigheter. Följande sommar reste han till Sovjetunionen med en grupp av främst vänsterradikala studenter, en resa anordnad av Komsomol, Sovjetiska kommunistpartiets ungdomsavdelning. För mer detaljerade beskrivningar, se självbiografin.

### Tidigt yrkesliv
De första anställningarna på 1950-talet blev små artiklar i utrikespolitiska frågor, bland annat i Norrköpings Tidningar. Efter det följde en anställning på Militärpsykologiska institutet i Stockholm för att delta i att sortera ut potentiellt farliga rekryter.
Våren 1958 sökte han, 25 år gammal, ett stipendium i sociologi för vistelse och studier vid UCS, University of Southern California (två-årigt van Kleinsmidt scholarship). Detta erhölls, och via en lång båtresa från Göteborg nåddes Los Angeles 27 augusti 1958. Ämnet för vidare studier där var internationella relationer, och efter fyra terminer en Master of Arts-examen, med uppsats om Jugoslaviens utrikespolitiska balansakt mellan Väst och Sovjetblocket under kalla kriget. 
För Carl Wahren blev det amerikanska universitetet en stark stimulans; det var ”… som från en annorlunda planet jämfört med ärevördiga Uppsala. Uppsala hade sina anor. USC speglade morgondagen.” Han fick tillfälle att möta personligheter som Henry Kissinger, John F Kennedy och Marlon Brando, och på musiksidan blev det inkomster via uppdrag som pianist. Därtill skedde ett möte med den ryske kompositören Dmitrij Sjostakovitj, då på besök. Diverse oväntade förvecklingar kring dessa personer och många andra återges livfullt i självbiografin. Ett besök i Japan på båtresan hem gav ytterligare nyttiga erfarenheter.
Väl hemma på Uppsala universitet godkändes Wahrens amerikanska Master-uppsats som Filosofie licentiat-avhandling, och han fick i uppdrag av professor Carl Arvid Hessler att introducera ämnet Internationell politik på institutionen – ett erkännande som i tidens anda ledde till följande kommentar från professorn: ”Jag föreslår att du kallar mig Carl Arvid”. Wahren började hösten 1962 att undervisa och leda ett seminarieprogram i ämnet, vilket pågick åtminstone fram till 1965.
Under 1962 sökte han en tjänst på nyinrättade statliga Nämnden för Internationellt Bistånd (NIB) och erhöll en av fem tjänster där. Perioden 1962–1964 arbetade Wahren också deltid som sekreterare för Olof Palme, i en kommission om "U-länder och utbildning" (SOU 1963:34).

### 1960- till 1990-talet (Sida, FN, IPPF, OECD)

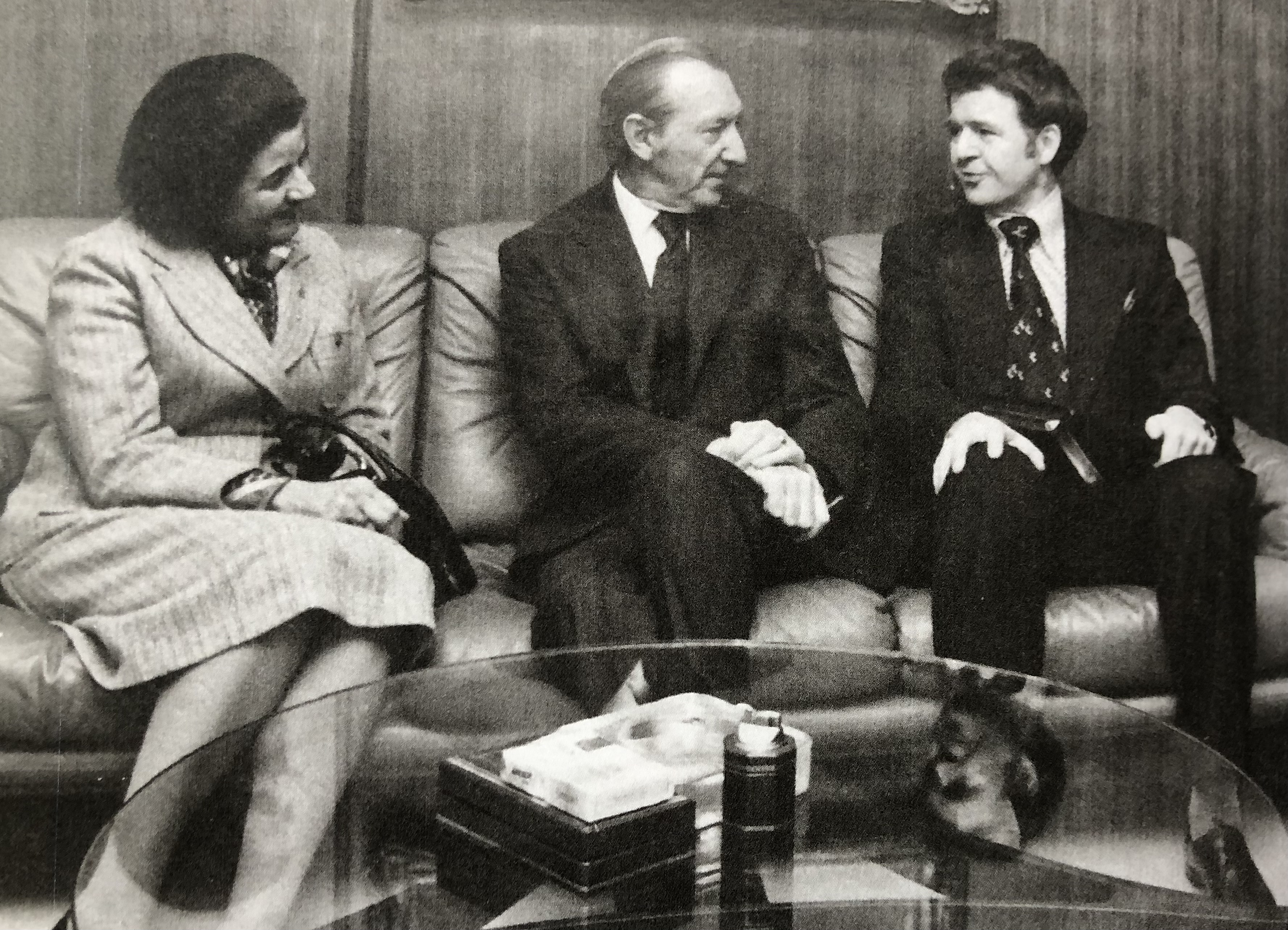
Ledningen för International Planned Parenthood Federation (ordföranden Aziza Hussein och generalsekretararen Carl Wahren) möter FN:s generalsekreterare Kurt Waldheim, cirka 1979–1980.

Nämnden för Internationellt Bistånd (NIB) föregick Styrelsen för internationell utveckling, Swedish International Development Authority. Den senare bildades 1965 och ombildades 1995 med smärre ändringar till det moderna Sida. Wahren arbetade på myndigheten fram till 1977, men under perioden 1965–1977 även med utlandsuppdrag. Det inkluderade resor till bland annat Asien för att undersöka behov och möjligheter för Sverige att stödja program för familjeplanering, resor till USA, samt uppdrag vid OECD och för FN. Som mentorer och värdefulla medarbetare under de tidiga åren har han framhållit bland andra Elise Ottesen-Jensen ("Ottar"), professor Ulf Borell på Karolinska sjukhuset och Sidas chef Ernst Michanek. Under åren 1978–1984 var Wahren generalsekreterare för International Planned Parenthood Federation (IPPF), med London som bas. 
Därefter följde några år med konsult- och Sida-arbete, varefter Wahren fick en tjänst som chef för OECD:s internationella biståndsenhet 1987–1997. Under många år samlade han material i befolkningsfrågan, ett material som lett till ett enskilt Carl Wahren-arkiv på statliga Riksarkivet i Täby – åtkomligt för forskare och andra intresserade.

#### Aktiv kommunikatör och debattör
Carl Wahren deltog ofta i debatten kring befolknings- och miljöfrågor. Mot slutet av 1960-talet riktades kritik från vänsterhåll mot att familjeplanering i u-länder bortsåg från orättvisor i handel och utveckling. Wahren återgav 1971 sin syn på saken i två så kallade understreckare i Svenska Dagbladet, 13 april och 15 april.  Den senare artikeln innehåller även en kritisk tillbakablick om hur familjeplanering bedrivits i utvecklingsländer. Han skrev i Populi (tidskrift för UNFPA, FN:s befolkningsfond) översikten "Population, Environment, Development: An Inseparable Trioka". Wahren var också flitig författare i OECD:s tidskrift, The OECD Observer, exempelvis med uppsatsen "Population and Development" 1988
Wahren ansåg att befolkningsfrågan och familjeplanering från 1990-talet och framåt successivt blev näst intill tabu i den allmänna debatten, och bland miljöorganisationer. Den brittiska befolkningsforskaren Diana Coole identifierade fem olika skäl till detta. Hans Rosling förmedlade på 2010-talet en i huvudsak optimistisk bild av befolkningsutvecklingen, men Carl Wahren och tre medförfattare argumenterade mot Hans Rosling i en debatt-artikel i Svenska Dagbladet med titeln ”Rosling har fel om jordens befolkning”.

#### Arbete i Asien

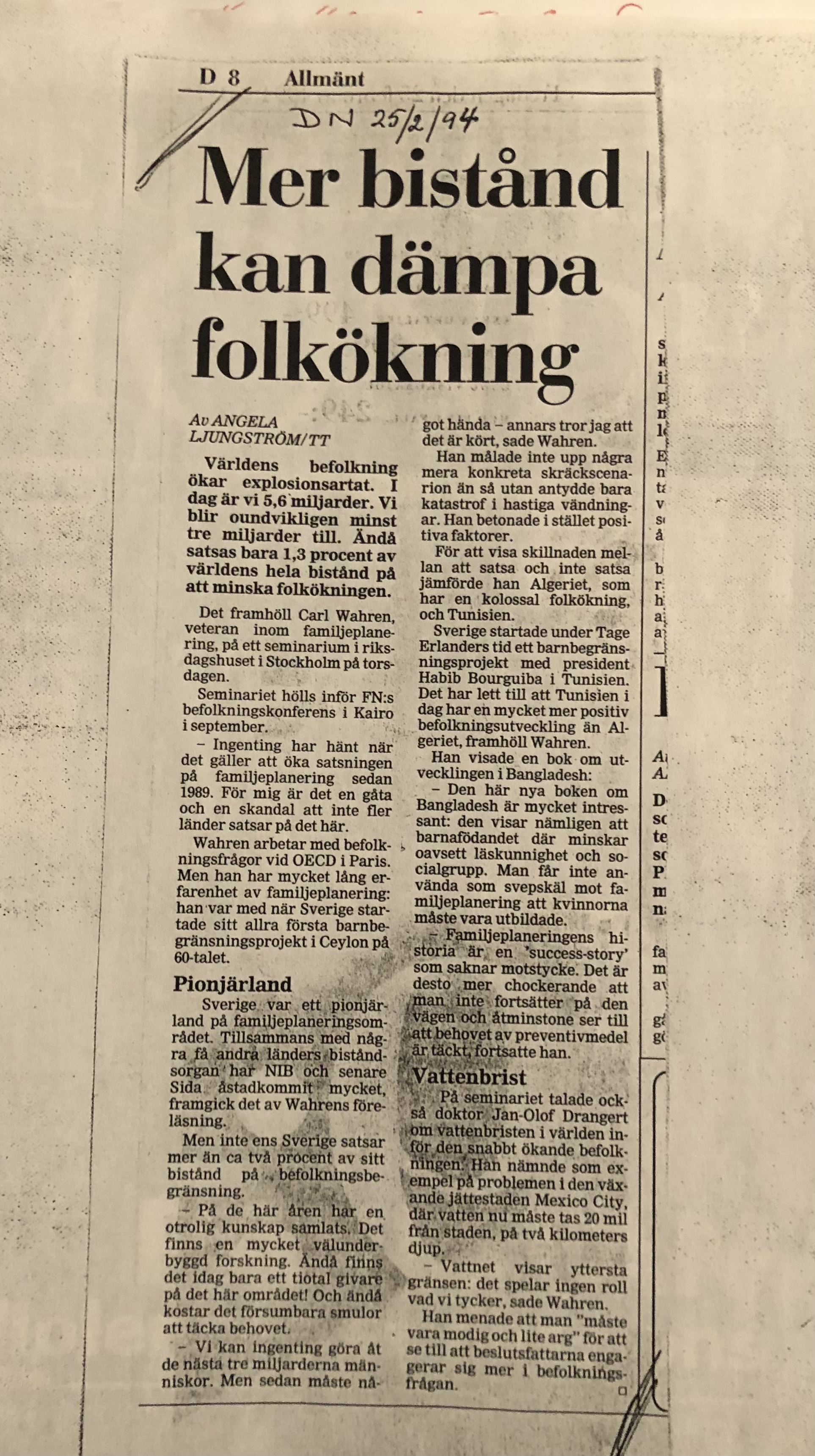
Intervju i Dagens Nyheter med Carl Wahren 1994, inför FN:s Kairo-konferens detta år. Rubriker som denna förekommer förtfarande i svensk press 2025.

Carl Wahren skriver, ”Befolknings- och miljöfrågor blev huvudspår i mitt arbete”. Inom Sida blev han först engagerad i Ceylon (Sri Lanka), i världens första familjeplaneringsprogram (FP-program) som fick bistånd från en västmakt – Sverige. Sveriges stöd till FP-programmet på Ceylon startade i slutet av 1950-talet som ett pilot-projekt. Carl Wahren och Ernst Michanek blev intervjuade om projektet i den vetenskapliga tidskriften Science, där även svenskt stöd till Pakistan nämns. I en filmintervju från 2024 värderade Wahren FP-programmet i Pakistan som i huvudsak misslyckat; utlovat engagemang där blev främst ”lip service”.
Ett annat FP-program som han kritiserat gäller Indien åren 1975–1977, där mass-steriliseringar av flera miljoner män (vasektomi) förekom. Indiska regeringen stod för missgreppen dessa år, då de gav extra ersättning till fältarbetare som förmedlade många män till fest-liknande läger med gåvor innan de steriliserades. Wahren beskriver detta som ”horrible”, även om han, på plats i Indien, kunde få höra att hustrur till dessa män med stora barnkullar drog en lättnadens suck.
Wahren berömmer i ovanstående filmintervju ett FP-program i Sydkorea som startade i mitten på 1960-talet och där han själv var mer involverad. Här medverkade från 1968 allt från högsta ort (regering) till lägsta, det vill säga byar och deras ledning, och "17 000 village level family planning mothers' club". Sida i Sverige och amerikanska organisationer gav värdefullt bistånd. Födelsetalen föll snabbt i Sydkorea och bidrog till ekonomisk utveckling. Men det tar lång tid att bromsa folkökning via FP-program; först på 2020-talet började befolkningen i det mycket tätbefolkade Sydkorea att minska, också på grund av allt lägre födelsetal. Wahren mottog 1980 den sydkoreanska presidentens förtjänstorden ”Dongbaeg-medaljen”.
Carl Wahren var 1966 vittne i den amerikanska senatens utfrågningar om folkökning och utveckling, och arbetade med bistånd och utveckling på OECD i Paris 1968–1970, långt före senare anställning där. Han var konsult för UNFPA som bildades 1969, och han var medlem i beredningskommittéerna för FN:s konferenser om befolkning och utveckling i Bukarest (1974) och Mexico City (1984). Vid Bukarest-konferensen fick Wahren det svåra huvuduppdraget att sammanjämka delegater från länder med olika syn på befolkningsfrågan och ekonomisk utveckling; ett viktigt slutdokument, ”World Population Plan of Action”, såg efter intensiva nattmanglingar till slut dagens ljus.
Wahren satt under årens lopp i flera icke-statliga organisationers styrelser i flera länder och var en av grundarna av den Storbritannien-baserade International HIV and AIDS Alliance. Han tjänstgjorde som konsult för WHO under uppbyggnaden av organisationens forskningsprogram om mänsklig reproduktion och var medlem i den vetenskapliga kommittén för den icke-statliga organisationen Équilibres et Population i Frankrike. Efter pensionering fortsatte Wahren att anordna seminarier och föreläsa, bland annat via ett forskningsbidrag från Riksbankens jubileumsfond. Han var aktiv i Nätverket Population Matters Sweden samt i en internationell organisation, The Overpopulation Project. Han sammanfattade sin syn på befolkningsfrågan i en blogg vid namn "Rights and responsibilities in population policy". Carl Wahrens var en unik svensk ämbetsman som hade kraft att under mer än 60 år arbeta för kvinnors och familjers välstånd i utvecklingsländer, därtill med starkt engagemang för miljöförbättringar.  

### Andra aktiviteter och sista tid
Parallellt med anställningar och andra uppdrag uppträdde Carl Wahren som pianist/kompositör i radio, klubbar och andra forum i flera länder, och även hemma i Täby på äldre dagar. Han har spelat in sex album, främst låtar från "Great American Songbook", fransk populärmusik och egna kompositioner. Ett stort fokus låg på kulturens, särskilt musikens, nyckelroll för välmående och kommunikation.Carl Wahren fick 2018 Täby kommuns kulturpris. Han var aktiv i Svenska kyrkan i Täby och intervjuades i Danderyds församling. I en intervju återgiven i USA berättar han om familjens arbete med att ge skydd åt judiska flyktingar under andra världskriget.
I april 2024 avled Carl Wahren, i en ålder av knappt 91 år.